# 不率先使用
不率先使用（No first use，NFU） 指的是有核国家承诺，除非自己在被对手用核武器率先打击的情况下，不将核武器用在战争用途以及其他用途上的声明或政策。先前，这一概念也被运用在生化战争中。
中国在1964年第一個研擬並發布該政策，作為不率先使用的模範，該目標也持續维持至今，這包含所有作戰情況，不過一些核計畫意圖含糊，並被認為超過了自衛反擊的上限。印度也在2003年阐明了其不率先使用核武器的詳細政策。蘇聯末期雖一度表態不首先使用，但根據解密調查，當時蘇軍高層批核武部署計划時曾有犯規的紀錄，提倡的準則而沒有嚴謹執行，如在1983年優秀射手演習中就違法擬訂過先發核打擊。而且由於國家垮台的情勢變化，因為俄羅斯聯邦成立後新政權並不延長此主張，故僅檯面上維持十年而後終止。美國會發佈透明的和政策報告，強調核武器只用於反擊，但從未明確承諾不首先使用，以保留在極端情況下的靈活性，但政府在文件裡承諾不攻擊平民目標。

## 依法承诺不率先使用的国家
中华人民共和国 - 1964年宣布
 印度 - 2003年宣布

## 目前承诺只防御性使用核武器的国家
巴基斯坦、俄罗斯（蘇聯時期曾口頭上承諾）、英国、美国、法国

## 延伸阅读
- Rhona MacDonald: Nuclear Weapons 60 Years On: Still a Global Public Health Threat. In: PLoS Medicine. 2(11)/2005.  Public Library of Science, e301, ISSN 1549-1277
- Harold A. Feiveson, Ernst Jan Hogendoorn: No First Use of Nuclear Weapons. In: The Nonproliferation Review. 10(2)/2003. The Center for Nonproliferation Studies, ISSN 1073-6700